# Stenaelurillus gabrieli
Stenaelurillus gabrieli is een spinnensoort in de taxonomische indeling van de springspinnen (Salticidae).
Het dier behoort tot het geslacht Stenaelurillus. De wetenschappelijke naam werd voor het eerst geldig gepubliceerd in 2016 door Druv Prajapati. Het dier werd ontdekt in de Indiase deelstaat Gujarat (district Valsad) en is vernoemd naar Gabriel Chiramel. Het heeft witte verticale strepen op de rug.